# ゴーリヤーニ経
『ゴーリヤーニ経』（ゴーリヤーニきょう、巴: Goliyāni-sutta, ゴーリヤーニ・スッタ）とは、パーリ仏典経蔵中部に収録されている第69経。『瞿尼師経』（くにしきょう）とも。
類似の伝統漢訳経典としては、『中阿含経』（大正蔵26）の第26経「瞿尼師経」がある。
サーリプッタ（舎利弗）が、比丘たちに心得を説く。

## 構成

### 登場人物
- サーリプッタ（舎利弗）
- モッガラーナ（目連）

### 場面設定
ある時、釈迦たちはマガダ国ラージャガハ（王舎城）のカランダカニヴァーパに滞在していた。
サーリプッタ（舎利弗）は、修行者ゴーリヤーニが訪問しているので、良くない評判を立てられないよう粗相なく振る舞うよう比丘たちに忠告する。
モッガラーナ（目連）は、サーリプッタに、それはゴーリヤーニがいる間だけの話かと問うと、サーリプッタは常に心がけておくことだと答える。

## 日本語訳
- 『南伝大蔵経・経蔵・中部経典2』（第10巻） 大蔵出版
- 『パーリ仏典 中部（マッジマニカーヤ）中分五十経篇I』 片山一良訳 大蔵出版
- 『原始仏典 中部経典2』（第5巻） 中村元監修 春秋社